# Bosaro
Bosaro är en ort och kommun i provinsen Rovigo i regionen Veneto i Italien. Kommunen hade 1 483 invånare (2018).